# 細郷道一
細郷 道一（さいごう みちかず、1915年〈大正4年〉11月25日 - 1990年〈平成2年〉2月15日）は、日本の政治家、内務官僚。神奈川県横浜市長（3期）、自治事務次官を歴任した。

## 概要
横浜市出身。東京府立一中、一高卒業。1941年3月、東京帝国大学法学部政治学科卒業。同年4月、旧内務省地方局に入省。第二次世界大戦敗戦後は自治省に勤務。大阪府総務部長や本省税務局長、本省財政局長を経て1969年に自治事務次官。以後、横浜駅東口開発公社理事長、公営企業金融公庫総裁を務める。
1978年3月1日、飛鳥田一雄が横浜市長を辞職。同年4月16日に行われた横浜市長選挙に自民党、社会党、公明党、民社党、社民連、新自由クラブ推薦で立候補し、初当選を果たした。
横浜市長就任後は飛鳥田前市長が計画した横浜みなとみらい21事業をはじめ、港北ニュータウン、横浜市営地下鉄、金沢地区埋め立て事業、横浜ベイブリッジの建設等、いわゆる「横浜市六大事業」の完成に尽力した。飛鳥田が社会党出身の革新市長の代表格であったのに対し、元高級官僚である保守系市長の細郷は、みなとみらい21の土地区画整理事業において、住宅・都市整備公団（現：都市再生機構）による施行や、当時の国鉄総裁である高木文雄の参画等、政府から予算や人脈を誘引し、事業の実施・完成に向けた環境の整備で実績を上げた。
1982年、再選。1986年、3選。
1989年11月右足付け根のリンパ節にはれが見つかり東大病院に入院、治療が長引く見通しとなったことから1990年の市長選に出馬しない意向を表明した。同年2月15日、心不全のため74歳で死去した。